# Dylan Fabre
Dylan Fabre (* 10. November 2000 in Grenoble) ist ein französischer Eishockeyspieler, der seit Mai 2023 bei Porin Ässät aus der finnischen Liiga unter Vertrag steht und dort auf der Position des Flügelstürmers spielt. Zuvor war Fabre für die Brûleurs de Loups de Grenoble in der Ligue Magnus aktiv, mit denen er zweimal Französischer Meister wurde.

## Karriere
Fabre begann mit dem Eishockey im Nachwuchs der Brûleurs de Loups de Grenoble und vertrat seinen Klub unter anderem in der Saison 2012/13 als 12-Jähriger beim Quebec International Pee-Wee Hockey Tournament. In vier Spielen erzielte er insgesamt neun Scorerpunkte.
In der Saison 2017/18 bestritt der Stürmer seine ersten fünf Spiele für die Brûleurs de Loups in der höchsten französischen Spielklasse, der Ligue Magnus. In der folgenden Spielzeit 2018/19 bestritt er 25 Spiele für Grenoble und erzielte dabei drei Punkte. Dazu gesellten sich fünf Spiele in der U20-Liga. Die Brûleurs de Loups gewannen in dieser Saison die französische Meisterschaft. In der Saison 2019/20 vertrat er erneut die Brûleurs de Loups in 31 regulären Saisonspielen mit 18 Punkten und vier Playoff-Spielen. Zudem kam Fabre in sechs Spielen der Champions Hockey League (CHL) zum Einsatz. In der Saison 2020/21 bestritt Fabre 22 reguläre Saisonspiele für die Brûleurs de Loups und sammelte neun Punkte, gefolgt vom abermaligen Gewinn der französischen Meisterschaft im Spieljahr 2021/22.
In der Saison 2022/23 brach er seine Karriererekorde in der Ligue Magnus und der Champions Hockey League, als er 42 reguläre Saisonspiele mit 44 Punkten und 15 Playoff-Spiele mit 14 Punkten bestritt. Fabre bestritt außerdem sechs Spiele der Champions Hockey League, in denen er vier Punkte erzielte. Er gewann mit den Brûleurs de Loups die Coupe de France und belegte den zweiten Platz in der französischen Meisterschaft. Fabre gewann die Trophée Jean-Pierre Graff, die jedes Jahr an den vielversprechendsten Spieler der Ligue Magnus verliehen wird.
Am 26. Mai 2023 erhielt Fabre einen Zweijahresvertrag beim finnischen Klub Porin Ässät aus der Liiga.

## Erfolge und Auszeichnungen
| - 2018 Französischer U20-Meister mit Grenoble Métropole Hockey 38 - 2019 Französischer Meister mit den Brûleurs de Loups de Grenoble - 2022 Französischer Meister mit den Brûleurs de Loups de Grenoble | - 2023 Coupe-de-France-Gewinn mit den Brûleurs de Loups de Grenoble - 2023 Französischer Vizemeister mit den Brûleurs de Loups de Grenoble - 2023 Trophée Jean-Pierre Graff |